# Лаєл (Нью-Йорк)
Лаєл (англ. Lisle) — місто (англ. town) в США, в окрузі Брум штату Нью-Йорк. Населення — 2691 особа (2020).

## Демографія
Згідно з переписом 2010 року, у місті мешкала 2751 особа в 1068 домогосподарствах у складі 773 родин. Було 1185 помешкань
Расовий склад населення:
| - 98,0 % — білих - 0,4 % — чорних або афроамериканців - 0,2 % — корінних американців - 0,2 % — азіатів |

До двох чи більше рас належало 0,8 %. Частка іспаномовних становила 1,2 % від усіх жителів.
За віковим діапазоном населення розподілялося таким чином: 23,3 % — особи молодші 18 років, 63,0 % — особи у віці 18—64 років, 13,7 % — особи у віці 65 років та старші. Медіана віку мешканця становила 39,9 року. На 100 осіб жіночої статі у місті припадало 94,6 чоловіків;  на 100 жінок у віці від 18 років та старших — 95,5 чоловіків також старших 18 років.
Середній дохід на одне домашнє господарство  становив 64 743 долари США (медіана — 52 188), а середній дохід на одну сім'ю — 68 829 доларів (медіана — 56 328). Медіана доходів становила 47 054 долари для чоловіків та 35 221 долар для жінок. За межею бідності перебувало 13,4 % осіб, у тому числі 18,2 % дітей у віці до 18 років та 5,7 % осіб у віці 65 років та старших.
Цивільне працевлаштоване населення становило 1144 особи. Основні галузі зайнятості: освіта, охорона здоров'я та соціальна допомога — 18,9 %, будівництво — 13,8 %, виробництво — 11,4 %, роздрібна торгівля — 10,7 %.